# Naur Sogn
Naur Sogn er et sogn i Holstebro Provsti (Viborg Stift).
I 1800-tallet var Sir Sogn anneks til Naur Sogn. Begge sogne hørte til Hjerm Herred i Ringkøbing Amt. Naur-Sir sognekommune blev ved kommunalreformen i 1970 indlemmet i Holstebro Kommune.
I Naur Sogn ligger Naur Kirke.
I sognet findes følgende autoriserede stednavne:
- Alstrup (bebyggelse)
- Blodmose (bebyggelse)
- Falsig (bebyggelse, ejerlav)
- Falsig Bæk (vandareal)
- Gedmose (areal)
- Krunderup (bebyggelse)
- Kærhuse (bebyggelse)
- Mangehøje Plantage (areal)
- Naur (bebyggelse, ejerlav)
- Naur Kirkeby (bebyggelse)
- Sir Lyngbjerge (areal)
- Sortemose (areal)
- Vognstrup (bebyggelse, ejerlav)